# Telê Santana

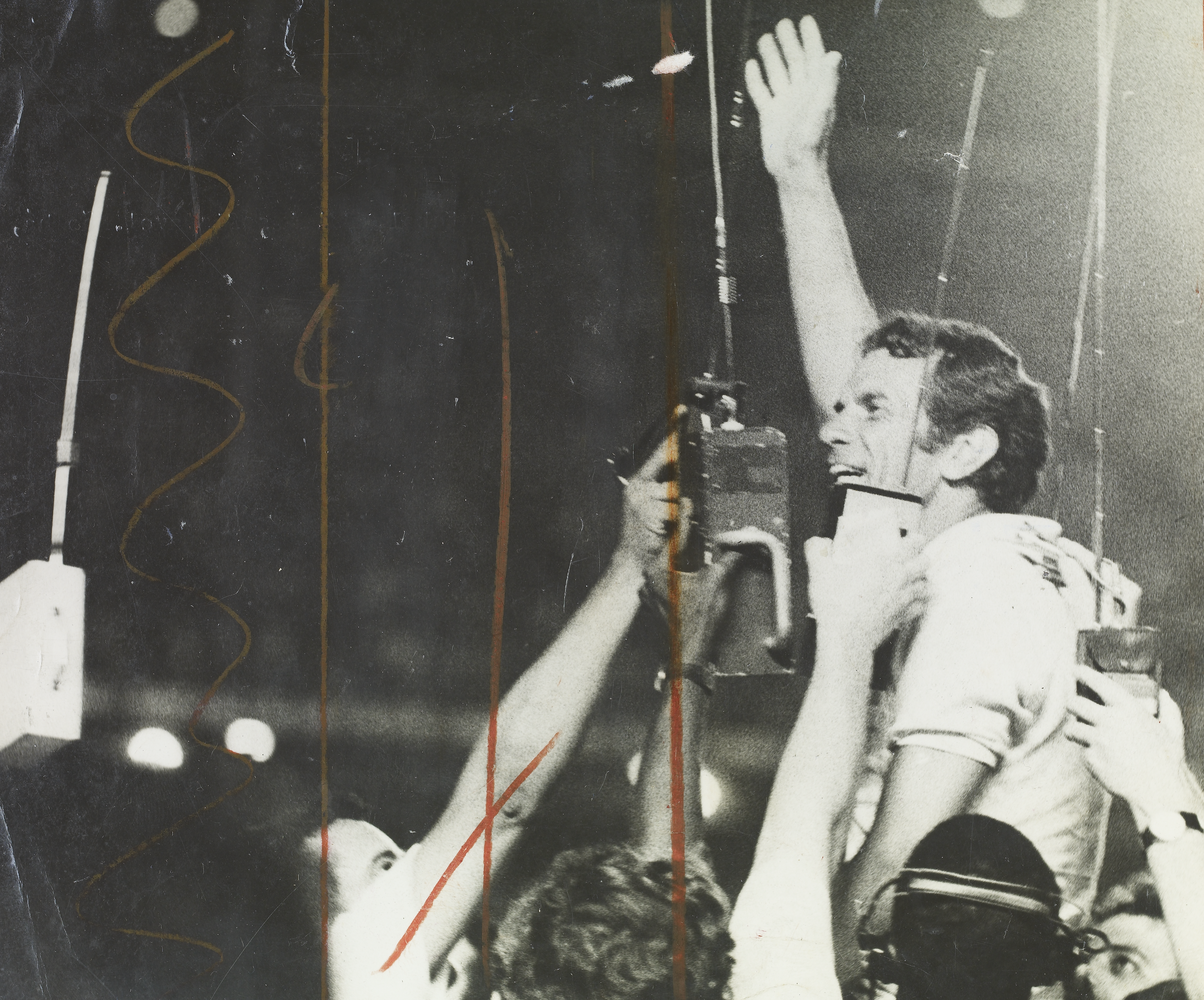
Fotografia sob a guarda do Arquivo Nacional do Brasil.

Telê Santana da Silva (Itabirito, 26 de julho de 1931 — Belo Horizonte, 21 de abril de 2006) foi um dos mais importantes treinadores e jogadores da história do futebol brasileiro. Em 2019, figurou na 35ª posição da lista de 50 maiores treinadores de futebol de todos os tempos, publicada pela revista francesa France Football, sendo o único brasileiro.
Em pesquisa realizada pela revista esportiva Placar, nos idos da década de 1990, foi eleito por jornalistas, jogadores e ex-atletas o maior treinador da história da Seleção Brasileira, mesmo perdendo duas edições da Copa do Mundo e amargando por muito tempo a fama de "pé-frio".
A partir de 1990 até o início de 1996, comandou o São Paulo, conquistando duas vezes a Taça Libertadores da América e a Copa Intercontinental. É considerado o maior treinador são-paulino em todos os tempos e um dos ídolos do clube, sendo apelidado pela torcida com a alcunha de "Mestre Telê".
Como jogador, é ídolo do Fluminense pela intensa dedicação que ofereceu ao seu clube do coração — que valeu-lhe o apelido "Fio de Esperança" —, onde também começou a sua carreira de treinador.
Até hoje, é o técnico que mais dirigiu o Atlético Mineiro em jogos oficiais, com 434 jogos.

## Jogador
Começou no Itabirense Esporte Clube, cuja sede situava-se próximo a sua casa, e depois jogou no América de São João del-Rei de onde saiu para jogar no Fluminense.

### Fluminense
Pelo Fluminense iniciou sua carreira sendo campeão de juvenis em 1949 e 1950 e promovido para os profissionais em 1951. A partir daí despontou seu melhor futebol e conseguiu suas maiores conquistas como atleta. Foi um dos primeiros pontas no futebol brasileiro a voltar para marcar no meio.
A sua contratação pelo Fluminense se deu após fazer um teste contra o Bonsucesso e fazer cinco gols, referendada então pelo Diretor de Futebol do Fluminense daquela época, nada menos que outro ícone histórico deste clube, primeiro capitão e em 1930 o autor do primeiro gol da Seleção Brasileira em uma Copa do Mundo, João Coelho Netto, o Preguinho.
Com a camisa do Fluminense, jogou 557 partidas e marcou 165 gols, sendo o terceiro jogador que mais atuou pelo clube tricolor e seu quinto maior artilheiro. Enquanto jogador, tinha 1,76 metro e pesava 61 kg.
Conquistou como jogador os seguintes títulos, entre os mais importantes: Campeonato Carioca de 1951 e 1959; Torneio Rio-São Paulo de 1957 e 1960; e a Copa Rio de 1952.

### O Fio de Esperança
Quando Telê era jogador, tinha o apelido de "Fio de Esperança", que recebeu após um concurso entre os torcedores promovido pelo jornalista Mário Filho, então diretor do Jornal dos Sports.
O concurso tinha surgido como ideia do dirigente tricolor Benício Ferreira. Na época, Telê tinha os apelidos pejorativos de "Fiapo" e "Tarzan das Laranjeiras", em função de seu corpo franzino. O dirigente achava que o jogador merecia algo mais honroso e deu a ideia ao amigo Mário Filho, que criou o concurso com o tema "Dê um slogan para Telê Santana e ganhe 5 mil cruzeiros".
Ao seu final, mais de quatro mil sugestões tinham sido enviadas à redação do jornal. José Trajano conta que seu pai participou do concurso propondo o apelido "A Bola".[carece de fontes?] Três leitores acabaram empatados no primeiro lugar na votação final, com as alcunhas "El Todas", "Big Ben" e "Fio de Esperança". Foi a última que caiu no gosto dos torcedores tricolores.
Telê se transferiu do Fluminense para o Guarani por causa do fato de o presidente histórico do Bugre, o carioca Jaime Silva, ser torcedor do clube carioca e ter influenciado os dirigentes cariocas a permitir a sua transferência para Campinas.
Telê deu mais uma demonstração de amor ao Fluminense, quando já no final de sua carreira como jogador, atuando pelo Madureira, marcou o único gol de sua equipe na derrota por 5–1 para o Flu. Ao encobrir o goleiro Castilho, Telê foi aplaudido até pela torcida adversária. Embora aquele gol não tenha influenciado no resultado, Telê chorou ao final da partida por ter feito um gol em seu clube do coração.

## Treinador
Após encerrar a carreira como jogador, foi aproveitado como técnico e acabou marcando uma época de glórias e estigmas. Começou na categoria de juvenis (atual juniores) do Fluminense, sendo campeão carioca em 1968. Em 1969, foi promovido a treinador do time profissional, sendo campeão carioca nesse mesmo ano e formando a base do time campeão do Brasileiro de 1970 e campeão carioca de 1971.
No Fluminense, Telê também brigou pelos direitos de seus jogadores, que eram obrigados a entrar e sair do clube pela porta dos fundos. Depois de uma reunião à noite com dirigentes, pediu que abrissem a porta dos fundos para ele. Responderam que ele não era jogador e podia sair pela entrada social, mas Telê recusou-se e pulou o muro, porque não achou ninguém para abrir a porta dos fundos. "Eu disse que também fui jogador e que o aviso servia para mim também", contou, anos mais tarde.
O mesmo time do Fluminense disputou a final contra o Atlético-MG, na época dirigido por Telê, que seria campeão mineiro em 1970 e campeão brasileiro no ano seguinte.
Entre janeiro e julho de 1973, treinou pela primeira vez o São Paulo, mas foi afastado ao entrar em conflito com os ídolos Paraná e Toninho Guerreiro.
Retornou ao Atlético Mineiro em agosto, substituindo Paulo Benigno. Permaneceu no clube até setembro de 1975, sendo substituído pelo inexperiente Mussula.
No primeiro semestre de 1976 assumiu o comando técnico do Botafogo, sem obter os resultados esperados.
Em 9 de setembro de 1976, substituiu Paulo Lumumba no Grêmio, levando-o a recuperar a hegemonia do Campeonato Gaúcho após oito anos de domínio do Internacional. No Grêmio, permaneceu até o fim de 1978.
Em 1979, foi contratado pelo Palmeiras, substituindo Filpo Núñez. Treinou a equipe até fevereiro do ano seguinte, quando foi convidado a comandar a seleção brasileira.

### Seleção Brasileira

#### 1980–1982
Foi anunciado oficialmente como treinador da seleção brasileira em 12 de fevereiro de 1980 pelo então presidente da CBF, Giulite Coutinho.
Como treinador da Seleção na Copa do Mundo de 1982, implantou uma forma de jogo que encantou tanto os torcedores brasileiros como os do resto do mundo, com um futebol bonito e envolvente, aclamado como o melhor da época. Integrou jogadores técnicos como Zico, Sócrates e Falcão, entre outros. Mesmo assim, sua seleção não foi uma unanimidade, pois muitos — inclusive o humorista Jô Soares, que criou o bordão "Bota ponta, Telê!" — cobravam a presença de um ponta direita no time. "Eu me aborrecia um pouco com isso", contou Telê mais de vinte anos depois. "O time buscava ocupar o espaço ali na direita. Se eu tivesse um grande ponta, como o Garrincha, é lógico que ele iria jogar. Comigo sempre jogam os melhores." Apesar de grande performance, foi derrotada pela Itália. Nesta primeira passagem, comandou a seleção em trinta e oito partidas.
Após a Seleção, foi contratado, em 1983, por altos valores, pelo Al-Ahli, da Arábia Saudita. Integraram sua comissão técnica Marinho Peres e Moraci Sant'anna. Em novembro de 1984, confirmou que foi convidado pela CBF para retornar à Seleção, porém o Al-Ahli não o liberou.

#### 1985–1986
Ainda sob vínculo com o Al-Ahli, substituiu Evaristo de Macedo no comando da Seleção, em 23 de maio de 1985, mas apenas para os jogos das Eliminatórias para a Copa do Mundo de 1986. Rescindiria o contrato com clube saudita em dezembro desse ano.
Foi anunciado em 17 de janeiro de 1986 por Nabi Abi Chedid, recém-eleito vice-presidente da CBF, como o treinador para a Copa do Mundo de 1986, contra o suposto favoritismo de Rubens Minelli.
Na Copa do Mundo de 1986, no México, buscou valorizar a experiência e montou uma equipe com jogadores remanescentes de 1982, alguns já em fim de carreira. Criticado anteriormente por não exigir muita disciplina dos jogadores, voltou mais vigilante, o que resultou no corte do ponta-direita gremista Renato Gaúcho, quando este chegou tarde à concentração. Como consequência, o melhor amigo do jogador, o lateral Leandro, pediu dispensa da equipe.
A Seleção foi eliminada da Copa de forma invicta, em uma disputa de pênaltis contra a França. Telê então foi marcado com a pecha de "pé-frio" por parte da imprensa brasileira.

#### Jogos no comando da Seleção Brasileira
|     | Data                    | Local                                    | Resultado | Adversário                  | Competição                             |
| --- | ----------------------- | ---------------------------------------- | --------- | --------------------------- | -------------------------------------- |
| 1.  | 2 de abril de 1980      | Maracanã, Brasil                         | 7–1       | Seleção Brasileira de Novos | Amistoso                               |
| 2.  | 1 de maio de 1980       | Estádio Elmo Serejo Farias, Brasil       | 4–0       | Seleção Mineira             | Amistoso                               |
| 3.  | 8 de junho de 1980      | Maracanã, Brasil                         | 2–0       | México                      | Amistoso                               |
| 4.  | 15 de junho de 1980     | Maracanã, Brasil                         | 1–2       | União Soviética             | Amistoso                               |
| 5.  | 24 de junho de 1980     | Mineirão, Brasil                         | 2–1       | Chile                       | Amistoso                               |
| 6.  | 29 de junho de 1980     | Morumbi, Brasil                          | 1–1       | Polónia                     | Amistoso                               |
| 7.  | 27 de agosto de 1980    | Estádio Castelão (Fortaleza), Brasil     | 1–0       | Uruguai                     | Amistoso                               |
| 8.  | 25 de setembro de 1980  | Estádio Defensores del Chaco, Paraguai   | 2–1       | Paraguai                    | Amistoso                               |
| 9.  | 30 de outubro de 1980   | Estádio Serra Dourada, Brasil            | 6–0       | Paraguai                    | Amistoso                               |
| 10. | 21 de dezembro de 1980  | Estádio José Fragelli, Brasil            | 2–0       | Suíça                       | Amistoso                               |
| 11. | 4 de janeiro de 1981    | Estádio Centenário, Uruguai              | 1–1       | Argentina                   | Mundialito                             |
| 12. | 7 de janeiro de 1981    | Estádio Centenário, Uruguai              | 4–1       | Alemanha Ocidental          | Mundialito                             |
| 13. | 10 de janeiro de 1981   | Estádio Centenário, Uruguai              | 1–2       | Uruguai                     | Mundialito                             |
| 14. | 1 de fevereiro de 1981  | Estádio El Campín, Colômbia              | 1–1       | Colômbia                    | Amistoso                               |
| 15. | 8 de fevereiro de 1981  | Estádio Olímpico de Caracas, Venezuela   | 1–0       | Venezuela                   | Eliminatórias da Copa do Mundo de 1982 |
| 16. | 14 de fevereiro de 1981 | Estádio Olímpico Atahualpa, Equador      | 6–0       | Equador                     | Amistoso                               |
| 17. | 22 de fevereiro de 1981 | Estádio Hernando Siles, Bolívia          | 2–1       | Bolívia                     | Eliminatórias da Copa do Mundo de 1982 |
| 18. | 14 de março de 1981     | Estádio Santa Cruz, Brasil               | 6–0       | Chile                       | Amistoso                               |
| 19. | 20 de março de 1981     | Maracanã, Brasil                         | 3–1       | Bolívia                     | Eliminatórias da Copa do Mundo de 1982 |
| 20. | 29 de março de 1981     | Estádio Serra Dourada, Brasil            | 2–1       | Venezuela                   | Eliminatórias da Copa do Mundo de 1982 |
| 21. | 12 de maio de 1981      | Estádio de Wembley, Inglaterra           | 1–0       | Inglaterra                  | Amistoso                               |
| 22. | 15 de maio de 1981      | Estádio Parc des Princes, França         | 3–1       | França                      | Amistoso                               |
| 23. | 19 de maio de 1981      | Neckarstadion, Alemanha Ocidental        | 2–1       | Alemanha Ocidental          | Amistoso                               |
| 24. | 8 de julho de 1981      | Estádio da Fonte Nova, Brasil            | 1–0       | Espanha                     | Amistoso                               |
| 25. | 26 de agosto de 1981    | Estádio Nacional, Chile                  | 0–0       | Chile                       | Amistoso                               |
| 26. | 23 de setembro de 1981  | Estádio Rei Pelé, Brasil                 | 6–0       | Combinado irlandês          | Amistoso                               |
| 27. | 28 de outubro de 1981   | Estádio Olímpico, Brasil                 | 3–0       | Bulgária                    | Amistoso                               |
| 28. | 26 de janeiro de 1982   | Estádio Castelão (Natal), Brasil         | 3–1       | Alemanha Oriental           | Amistoso                               |
| 29. | 3 de março de 1982      | Morumbi, Brasil                          | 1–1       | Checoslováquia              | Amistoso                               |
| 30. | 21 de março de 1982     | Maracanã, Brasil                         | 1–0       | Alemanha Ocidental          | Amistoso                               |
| 31. | 5 de maio de 1982       | Estádio Castelão (São Luís), Brasil      | 3–1       | Portugal                    | Amistoso                               |
| 32. | 19 de maio de 1982      | Estádio do Arruda, Brasil                | 1–1       | Suíça                       | Amistoso                               |
| 33. | 27 de maio de 1982      | Estádio Parque do Sabiá, Brasil          | 7–0       | Irlanda                     | Amistoso                               |
| 34. | 14 de junho de 1982     | Estádio Ramón Sánchez Pizjuán, Espanha   | 2–1       | União Soviética             | Copa do Mundo de 1982                  |
| 35. | 18 de junho de 1982     | Estádio Benito Villamarín, Espanha       | 4–1       | Escócia                     | Copa do Mundo de 1982                  |
| 36. | 23 de junho de 1982     | Estádio Benito Villamarín, Espanha       | 4–0       | Nova Zelândia               | Copa do Mundo de 1982                  |
| 37. | 2 de julho de 1982      | Estádio Sarrià, Espanha                  | 3–1       | Argentina                   | Copa do Mundo de 1982                  |
| 38. | 5 de julho de 1982      | Estádio Sarrià, Espanha                  | 2–3       | Itália                      | Copa do Mundo de 1982                  |
| 39. | 2 de junho de 1985      | Estádio Ramón Tahuichi Aguilera, Bolívia | 2–0       | Bolívia                     | Eliminatórias da Copa do Mundo de 1986 |
| 40. | 8 de junho de 1985      | Estádio Beira-Rio, Brasil                | 3–1       | Chile                       | Amistoso                               |
| 41. | 16 de junho de 1985     | Estádio Defensores del Chaco, Paraguai   | 2–0       | Paraguai                    | Eliminatórias da Copa do Mundo de 1986 |
| 42. | 23 de junho de 1985     | Maracanã, Brasil                         | 1–1       | Paraguai                    | Eliminatórias da Copa do Mundo de 1986 |
| 43. | 30 de junho de 1985     | Morumbi, Brasil                          | 1–1       | Bolívia                     | Eliminatórias da Copa do Mundo de 1986 |
| 44. | 12 de março de 1986     | Waldstadion, Alemanha Ocidental          | 0–2       | Alemanha Ocidental          | Amistoso                               |
| 45. | 16 de março de 1986     | Népstadion, Hungria                      | 0–3       | Hungria                     | Amistoso                               |
| 46. | 1 de abril de 1986      | Estádio Castelão (São Luís), Brasil      | 4–0       | Peru                        | Amistoso                               |
| 47. | 8 de abril de 1986      | Estádio Serra Dourada, Brasil            | 3–0       | Alemanha Oriental           | Amistoso                               |
| 48. | 17 de abril de 1986     | Estádio Mané Garrincha, Brasil           | 3–0       | Finlândia                   | Amistoso                               |
| 49. | 30 de abril de 1986     | Estádio do Arruda, Brasil                | 4–2       | Iugoslávia                  | Amistoso                               |
| 50. | 7 de maio de 1986       | Estádio do Pinheirão, Brasil             | 1–1       | Chile                       | Amistoso                               |
| 51. | 1 de junho de 1986      | Estádio Jalisco, México                  | 1–0       | Espanha                     | Copa do Mundo de 1986                  |
| 52. | 6 de junho de 1986      | Estádio Jalisco, México                  | 1–0       | Argélia                     | Copa do Mundo de 1986                  |
| 53. | 12 de junho de 1986     | Estádio Jalisco, México                  | 3–0       | Irlanda do Norte            | Copa do Mundo de 1986                  |
| 54. | 16 de junho de 1986     | Estádio Jalisco, México                  | 4–0       | Polónia                     | Copa do Mundo de 1986                  |
| 55. | 21 de junho de 1986     | Estádio Jalisco, México                  | 1–1       | França                      | Copa do Mundo de 1986                  |

### Pós-Seleção
Retomou a carreira somente em 7 de agosto de 1987, no Atlético Mineiro. Deixou o Galo em outubro de 1988 para assumir o Flamengo. Estreou pela equipe rubro-negra contra o Guarani, com vitória por 5–1, em 23 de outubro. Permaneceu até 19 de setembro de 1989, quando entregou o cargo, por discussão com Renato Gaúcho. Passou a treinar o Fluminense em 29 de outubro, ficando até o fim do ano.
Retornou ao Palmeiras em 14 de maio de 1990, substituindo Jair Pereira, porém comentou os jogos da Copa do Mundo de 1990 pelo SBT. Permaneceu apenas até 16 de setembro, quando entregou o cargo, após derrota no Parque Antártica para o Bahia. No mês seguinte, em 12 de outubro, assumiu o comando do São Paulo, a princípio até o fim daquele ano.

#### São Paulo - a 'Era Telê'
No São Paulo viveu os melhores anos da sua carreira como treinador, conquistando muitos títulos pelo clube.
Encontrou um time que três meses antes tinha tido um desempenho pífio no Campeonato Paulista, com seu principal jogador - Raí, no banco.
Apostou no talento de Raí e também em novatos como Antônio Carlos, Cafu, Leonardo e Elivelton. Levou o time, que ocupava uma posição intermediária no Campeonato Brasileiro, até a final, obtendo o vice-campeonato frente ao Corinthians.
Em 1991, com o time entrosado, tendo Raí como o líder da equipe em campo - os jogadores ganharam confiança, evoluíram e conquistaram o Campeonato Brasileiro de 1991. Meses depois encontra o Corinthians na final do Paulistão, mas dessa vez é o São Paulo que saiu como campeão, pelo Campeonato Paulista. Assim, passou a ser o único técnico brasileiro a ter conquistado os quatro principais campeonatos estaduais do país (São Paulo, Rio de Janeiro, Minas Gerais e Rio Grande do Sul).
Foi campeão continental pela primeira vez na Copa Libertadores da América de 1992 — ao vencer o time argentino Newell's Old Boys, na disputa de pênaltis — realizada no Estádio do Morumbi. Telê armou o São Paulo em um esquema 4-2-2-2, com alta posse de bola, e que, comandado em campo por Raí, conquistaria o mundo.
Em dezembro venceu o Palmeiras no primeiro jogo da final do Campeonato Paulista, viajou para o Japão, onde conquistou o título mundial de clubes de 1992, ao vencer o time do Barcelona de virada por 2–1 — com Stoichkov abrindo o placar para o Barcelona e Raí empatando o jogo e também marcando o gol do título mundial. Voltou para o Brasil e venceu também o segundo jogo da final do Paulistão, conquistando o bicampeonato consecutivo do Campeonato Paulista. Antes de acabar o ano de 1992, Telê foi premiado como o "Melhor técnico da América do Sul de 1992".
O ano de 1993 foi o mais vitorioso da carreira como técnico: ganhou quatro títulos internacionais oficiais, todos eles no mesmo ano e, assim, acabou conquistando uma quádrupla coroa internacional — sendo até hoje o único técnico do mundo a atingir tal feito.
O primeiro título de 1993 foi a Copa Libertadores da América - vencendo o Universidad Católica por 5–3 no resultado agregado - pois empataram em número de pontos (uma vitória para cada lado). A segunda conquista, foi a Recopa Sul-Americana — vencida na disputa de pênaltis contra o Cruzeiro, após empatarem os dois jogos. Faltando menos de um mês para o Mundial, ainda foi campeão da Supercopa Libertadores — conquistada na disputa de pênaltis contra o Flamengo - após empatarem os dois jogos por 2–2.
Em dezembro Telê conquistou novamente o título mundial pelo tricolor — vencendo o Milan por 3–2. A conquista do título mundial, foi o quarto título internacional conquistado pelo São Paulo e também pelo técnico Telê Santana em 1993 — completando, assim, a inédita quadrupla coroa internacional — sendo conquistada por ser campeão de quatro competições internacionais oficiais, com todos os títulos sendo conquistados no mesmo ano.
A torcida são-paulina passou a chamá-lo de "Mestre". No período em que esteve no São Paulo, o técnico Telê preferiu morar no próprio Centro de Treinamento do clube.
Em janeiro de 1996, após sofrer uma isquemia cerebral, teve que abandonar o futebol e viu a sua saúde debilitar-se bastante, com problemas na fala e na locomoção, entre outros. Apesar de debilitado, acreditava que poderia voltar a trabalhar e, nos dias de mau humor, culpava a família por "impedi-lo". No começo de 1997, chegou a fechar contrato para ser o técnico do Palmeiras, mas seus problemas de saúde impediram que assumisse o cargo, que acabou ficando com Márcio Araújo, o qual seria seu auxiliar.
No dia 21 de abril de 2006, depois de ficar por cerca de um mês internado devido a uma infecção intestinal, que desencadeou uma série de outras complicações, Telê Santana faleceu em Belo Horizonte.

## Homenagens
Após sua morte, recebeu diversas homenagens, entre as quais os nomes do Troféu Telê Santana, de Minas Gerais, do Estádio Mestre Telê Santana da Silva, em Duque de Caxias (Rio de Janeiro), do Hotel Concentração Telê Santana, no Centro de Treinamento Vale das Laranjeiras, do Fluminense, e de uma rua no bairro Cachoeira, em Curitiba, além de um busto no Mineirão, em 2008. Seu filho Renê criou em 2012 o Instituto Telê Santana, que treina jogadores de futebol desde a infância para educação e desenvolvimento social. A cidade natal de Santana, Itabirito, prepara em parceria com o ITS um museu sobre o técnico que também contaria a história da cidade.
Em livro, foi publicado, em 2000, Fio de Esperança — Biografia de Telê Santana, com base em entrevistas dadas por Telê ao jornalista André Ribeiro, e Telê e a Seleção de 82 – Da Arte à Tragédia, de Marcelo Mora.
Em filme, foi lançado em 2009 o documentário Telê Santana: Meio Século de Futebol-Arte, dirigido por Ana Carla Portella e Danielle Rosa.
Em agosto de 2016, o São Paulo, clube onde Telê mais se levantou taças como treinador abriu uma campanha junto à fornecedora de material esportivo do time, a Under Armour, para que o trecho da Avenida Jules Rimet que tangencia uma das entradas do Estádio do Morumbi seja renomeada em sua homenagem.

## Títulos[41]

### Como jogador
Fluminense
- Copa Rio: 1952
- Campeonato Carioca: 1951, 1959
- Torneio Rio-São Paulo: 1957, 1960

### Como treinador
Fluminense
- Taça Guanabara: 1969
- Campeonato Carioca: 1969

Atlético Mineiro
- Campeonato Mineiro: 1970, 1988
- Campeonato Brasileiro: 1971

Grêmio
- Campeonato Gaúcho: 1977

Al-Ahli
- Campeonato Saudita: 1983–84
- Copa do Rei Árabe: 1982–83
- Copa do Golfo: 1985

Flamengo
- Taça Guanabara: 1989

São Paulo
- Copa Intercontinental: 1992 e 1993
- Copa Libertadores da América: 1992 e 1993
- Supercopa Libertadores: 1993
- Recopa Sul-Americana: 1993 e 1994
- Campeonato Brasileiro: 1991
- Campeonato Paulista: 1991 e 1992
- Copa dos Campeões Mundiais: 1995

Individuais
- Ganhou o Prêmio Belfort Duarte, que homenageava o jogador de futebol profissional que passasse dez anos sem sofrer uma expulsão, tendo jogado pelo menos 200 partidas nacionais ou internacionais.
- Melhor técnico de futebol do mundo (El País): 1992 e 1993
- Treinador Sul-Americano do Ano: 1992
- 13º Maior Treinador de Todos os Tempos da World Soccer: 2013[42][43]
- 35º Maior Treinador de Todos os Tempos da France Football: 2019[44][45][46]